# 特科帕 (加利福尼亞州)
特科塔（英語：Tecopa）是位於美國加利福尼亞州因約縣的一個人口普查指定地區。

## 地理
特科塔的座標為35°50′54″N 116°13′35″W / 35.84833°N 116.22639°W，而該地最高點為海拔高度408米（即1339英尺）。

## 人口
根據2010年美國人口普查的數據，特科塔的面積為48.323平方千米，當中陸地面積為48.146平方千米，而水域面積為0.177平方千米。當地共有人口150人，而人口密度為每平方千米3人。